# Bradysia tungmuguana
Bradysia tungmuguana är en tvåvingeart som beskrevs av Yang och Zhang 2003. Bradysia tungmuguana ingår i släktet Bradysia och familjen sorgmyggor. Inga underarter finns listade i Catalogue of Life.